# Astaena callosipygus
Astaena callosipygus är en skalbaggsart som beskrevs av Frey 1973. Astaena callosipygus ingår i släktet Astaena och familjen Melolonthidae. Inga underarter finns listade.